# Verbandsgemeinde Zweibrücken-Land
La comunità amministrativa di Zweibrücken-Land (Verbandsgemeinde Zweibrücken-Land) si trova nel circondario del Palatinato Sudoccidentale nella Renania-Palatinato, in Germania.

## Comuni
Fanno parte della comunità amministrativa i seguenti comuni:
| Comune, città                     | Sup. (km²) | Abitanti |
| --------------------------------- | ---------- | -------- |
| Althornbach                       | 5,59       | 678      |
| Battweiler                        | 5,67       | 652      |
| Bechhofen                         | 6,59       | 2 163    |
| Contwig                           | 24,74      | 5 007    |
| Dellfeld                          | 7,24       | 1 377    |
| Dietrichingen                     | 9,39       | 341      |
| Großbundenbach                    | 6,90       | 338      |
| Großsteinhausen                   | 4,84       | 570      |
| Hornbach, città                   | 13,32      | 1 427    |
| Käshofen                          | 8,82       | 636      |
| Kleinbundenbach                   | 5,00       | 431      |
| Kleinsteinhausen                  | 5,73       | 749      |
| Mauschbach                        | 4,45       | 301      |
| Riedelberg                        | 5,23       | 470      |
| Rosenkopf                         | 2,47       | 364      |
| Walshausen                        | 4,63       | 320      |
| Wiesbach                          | 4,07       | 498      |
| Verbandsgemeinde Zweibrücken-Land | 124,69     | 16 322   |

(Abitanti al 31 dicembre 2021)